# Colasposoma confusa
Colasposoma confusa es un coleóptero de la familia Chrysomelidae. Fue descrita en 1981 por Tan & Wang.